# 星福駅
星福駅（ソンボクえき）は大韓民国京畿道龍仁市水枝区星福洞にある、新盆唐線の駅。駅番号はD16。

## 駅構造
相対式ホーム2面2線の地下駅で、ホームドア設置駅。

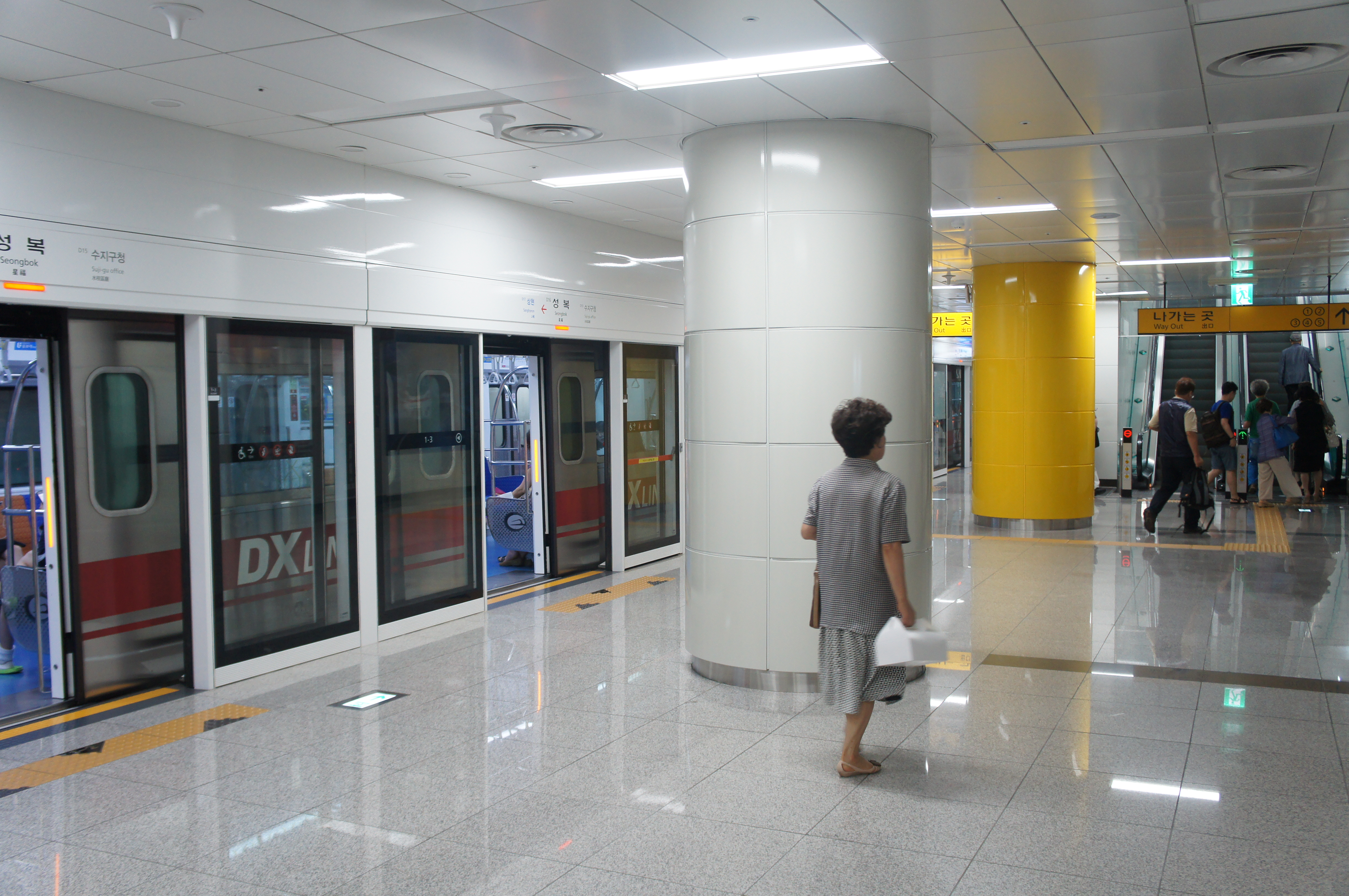
ホーム（2016年7月24日）

### のりば
※案内上ののりば番号は未設定。
| 上り | ●新盆唐線 | 水枝区庁・新沙方面 |
| 下り | ●新盆唐線 | 上峴・光教方面     |

## 駅周辺
- 亭坪公園
- 斗山技術院
- ロッテマート ロッテモール水枝店
- Eマート水枝店

## 歴史
- 2016年1月30日 - 開業。

## 隣の駅
新盆唐線
●新盆唐線
水枝区庁駅 (D15) - 星福駅 (D16) - 上峴駅 (D17)